# Grand Veneur de France

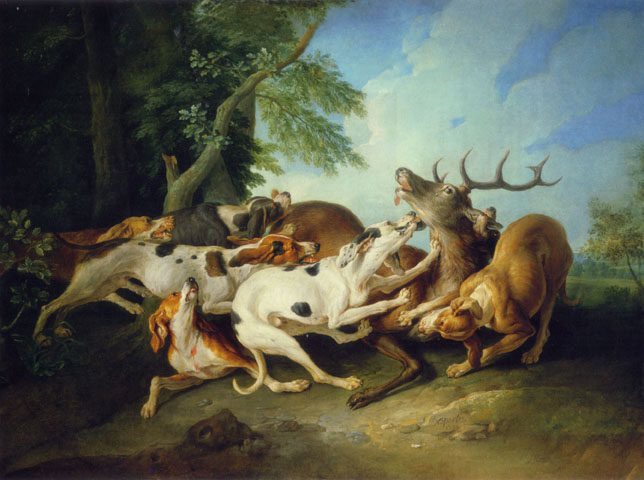
"Cerf aux abois" de François Desportes, 1729.

Sob o Antigo Regime francês, o "Grand Veneur de France" (em francês), correspondente ao monteiro-mor português, era um alto oficial da Casa do Rei encarregado das caçadas reais.

## O Cargo
O cargo é criado em 1413 pelo Rei Carlos VI da França, juntamente com o cargo de Grande Falconeiro de França. O Monteiro-Mor é na época responsável por uma matilha com cerca de cem cães para a caça ao cervo. Sob Carlos VIII, sem serviço compreende nove escudeiros, nove caçadores, dois ajudantes, seis valetes e um guarda de cães para a caça à raposa. Sua importância aumenta sob Francisco I, Henrique II e tem seu apogeu sob o reinado de Henrique IV. Em 1596, o serviço compreende 182 pessoas ao todo, entre tenentes, sub-tenentes, cavalheiros, valetes para os sabujos, valetes a cavalo para os cães ou ainda valetes para cães comuns, sem esquecer um cirurgião e um farmacêutico.
O cargo de "Grand Veneur" era o mais importante cargo relativo à caça. No século XVI, a Casa de Guise conta com cinco titulares no cargo ; os Rohan-Montbazon os sucede, no século XVII, com três titulares. No início do século seguinte, o cargo é atribuído por Luís XIV ao Conde de Toulouse, um de seus filhos bastardos legitimados, que o transmite em seguida para seu filho, o Duque de Penthièvre. Em 12 de Dezembro de 1669, o cargo é atribuído a Carlos Maximiliano Antônio de Belleforière, Marquês de Soyecout, com 50 anos de idade.
A partir do século XVI, os ganhos ligados ao cargo elevam-se a 1.200 libras por ano, montante bem modesto para a Casa do Rei. No entanto é preciso acrescentar «benefícios» de 10.000 libras, além de gratificações. O valor do cargo flutua de acordo com as regras da oferta e procura ; não se dispõe dos montantes acurados para estas transações. Segundo Luís de Rouvroy, Duque de Saint-Simon, o Duque de La Rochefoucauld vende seu cargo por 500.000 libras en 1714.

## Alguns "Grands Veneurs"

Henrique II de Bourbon (1588-1646)

### Sob o Antigo Regime
- 1472 : Yvon du Fou (morto em 1475)
- 1526 : Cláudio de Lorena, primeiro Duque de Guise (1496-1550)
- Luís de Brézé, Senhor d'Anet (morto em 1531)
- 1550 : Francisco de Lorena, 2º Duque de Guise (1519-1563), filho do precedente
- 1602-1643 : Hércules de Rohan (v.1568-1654)
- Luís VIII de Rohan (1598-1667), filho du precedente
- 1655 : Luís de Rohan (1635-1674)
- 1669 : Carlos Maximiliano de Belleforière, Marquês de Soyecourt
- 1714-1737 : Luís Alexandre de Bourbon, Conde de Toulouse (1678-1737), filho natural de Luis XIV
- 1737 : Luís João Maria de Bourbon, duque de Penthièvre (1725-1793), filho du precedente

### Após aRevolução Francesa
- 1804 : Luís Alexandre Berthier (1753 - 1815)

### Após aRestauração
- 1823 : Jacques Alexandre Law de Lauriston (1768 - 1828)